# This Means War (canción de Nickelback)
«This Means War» —en español: «Esto es la guerra»— es el tercer sencillo de Here And Now, que es el séptimo álbum de estudio de la banda canadiense de rock Nickelback. Fue lanzado como Sencillo promocional en Alemania el 10 de noviembre de 2011 y fue lanzado como sencillo el 14 de febrero de 2012. El 16 de febrero de 2012 fue lanzado en Youtube un vídeo en el que se muestra "el detrás de cámaras". El vídeo oficial debutó el 29 de marzo de 2012. El tema fue utilizado como la canción oficial del evento de WWE Elimination Chamber.

## Posiciones en la lista
| Lista (2012)                            | Máxima posición |
| --------------------------------------- | --------------- |
| Canadá (Canadian Active Rock)           | 7               |
| Estados Unidos (Rock Songs)             | 18              |
| Estados Unidos (Mainstream Rock Tracks) | 6               |
| Reino Unido (UK Rock Chart)             | 1               |